# Metaphidippus longipalpus
Metaphidippus longipalpus là một loài nhện trong họ Salticidae.
Loài này thuộc chi Metaphidippus. Metaphidippus longipalpus được Frederick Octavius Pickard-Cambridge miêu tả năm 1901.